# Faimie Rose Kingsley
Faimie Rose Kingsley (ur. 29 sierpnia 1990 roku w Nowym Jorku) – amerykańska siatkarka, grająca na pozycji środkowej. Wychowanka  University of Denver, w 2011 wybrana najbardziej wartościową zawodniczką drużyny. Od sezonu 2013/2014 występuje w klubie PGNIG Nafta Piła.

## Kluby
| Klub                 | Lata gry   |
| -------------------- | ---------- |
| University of Denver | wychowanka |
| PGNIG Nafta Piła     | 2013−2014  |